# الکسا پییچ
الکسا پییچ (سیریلیک صربی: Алекса Пејић؛ زادهٔ ۹ ژوئیهٔ ۱۹۹۹) بازیکن فوتبال اهل صربستان است.
از باشگاه‌هایی که در آن بازی کرده‌است می‌توان به باشگاه فوتبال شاختیور سالیهورسک اشاره کرد.
وی همچنین در تیم ملی فوتبال صربستان بازی کرده‌است.